# Quatuor à cordes no 4 de Hindemith
Pour les articles homonymes, voir Quatuor à cordes no 4.
Le Quatuor à cordes no 4 opus 22 est une composition de musique de chambre de Paul Hindemith. Composé en 1921, il est librement atonal et évolue lentement vers la tonalité de fa dièse majeur. Il a été créé le 4 novembre 1922 à Donaueschingen par le quatuor Amar, l'alto étant tenu par le compositeur lui-même.
Il s'agit du quatrième des sept quatuors à cordes qu'a écrit le compositeur.

## Structure
Le quatuor comprend quatre mouvements :
1. Fugato, très lent
2. Scherzo: Rapide et très énergique
3. Modéré mais sans trainer
4. Finale: Rondo, nonchalant et avec grâce.